# Budi uvijek blizu
«Budi uvijek blizu» — музичний альбом гурту Novi fosili. Виданий 1981 року лейблом Jugoton. Загальна тривалість композицій становить 36:59. Альбом відносять до напрямку поп.

## Список пісень
Сторона A
1. «Plava košulja» — 3:48
2. «Saša» — 4:08
3. «O ne (sad je kasno)» — 4:07
4. «Tonka» — 3:28
5. «Joj, joj» — 3:00

Сторона B
1. «Tko zna s kim ti čekaš zoru» — 3:07
2. «Hoću li znati» — 3:36
3. «Mimi» — 4:13
4. «Ključ ispod otirača» — 4:16
5. «Budi uvijek blizu» — 3:16